# 山名氏冬
山名 氏冬（やまな うじふゆ）は、南北朝時代の武将。因幡国守護。

## 略歴
山名時氏の三男として誕生。
観応の擾乱では足利直義方に属した父・時氏に従い、兄弟達と共に播磨国・美作国などの守護である北朝方の赤松氏と争い、山名氏の中国地方一帯における勢力拡大に務める。正平18年/貞治8年（1363年）に山名一族は北朝に帰順し、氏冬は因幡の守護を任じられる。